# روني باكستر
روني باكستر (بالإنجليزية: Ronnie Baxter)‏ هو لاعب دارت بريطاني، ولد في 5 فبراير 1961 في بلاكبول في المملكة المتحدة.

## وصلات خارجية
- روني باكستر على موقع DartsDatabase.co.uk (الإنجليزية)